# José Antonio Ruiz Vivo
José Antonio Ruiz Vivo (Blanca, 12 de febrero de 1955) es un periodista español.

## Biografía
José Antonio Ruiz Vivo nació en el municipio murciano de Blanca en 1955. 
Es licenciado en Pedagogía por la Universidad de Murcia y en Antropología social y cultural por la Universidad Católica San Antonio.
Es antropólogo, máster en Comunicación institucional y doctorado por la UMU en Comunicación Empresarial y Gestión de Eventos.
Desempeñó su puesto de responsable de comunicación y portavocía durante doce años en el Gobierno de Valcárcel, asimismo dirigió la estrategia de comunicación de las campañas políticas del PP desde el año 97.
También es uno de los impulsores del Foro Nueva Murcia.  En febrero de 2014 se convirtió en el nuevo director de comunicación de Grupo Fuertes, holding de empresas propietaria, entre otras, de ElPozo. 
Es el precursor de la campaña "Agua para todos", recibiendo por ella el premio Golden World Awards a mejor campaña mundial en Berlín, en el año 2001. También creó e impulsó la gala "Murcia, qué hermosa eres", difundiéndose por TVE y TVE internacional.

## Medios de comunicación
Ruiz Vivo escribe artículos en los periódicos murcianos La Verdad y La Opinión de Murcia, además de participar en numerosas tertulias radiofónicas, como en Deportes COPE Murcia. Hasta este año 2012 ha sido comentarista de los partidos de la Liga de Campeones de la UEFA que eran retransmitidos por el canal autonómico 7 Región de Murcia. Fue corresponsal del programa Hora 25 y Carrusel Deportivo de la Cadena SER. También fue corresponsal en los diarios Marca, As y El Periódico en diferentes etapas. También fue columnista de la revista Carácter.
Ha ocupado puestos de responsabilidad como Directivo nacional de la Asociación de la Prensa Deportiva y jefe de deportes de Radio Murcia.
Fue subdirector de La Opinión de Murcia hasta el año 1995, puesto que dejó para entrar en el mundo de la política.

## Vida política
José Antonio Ruiz fue diputado en la Asamblea Regional de Murcia desde el año 2007, siendo elegido en la VII Legislatura y en la VIII Legislatura. Ha ocupado cargos de responsabilidad como, por ejemplo, jefe de la Oficina de Comunicación y Portavocía del Gobierno de la Región de Murcia (1995-1996); director general de Comunicación (1996-1999); secretario de Comunicación y Portavocía del Gobierno (1999-2002); secretario general de la Presidencia y del Portavoz del Gobierno (2002); secretario general de la Presidencia y Relaciones Externas y portavoz adjunto del Gobierno con rango de consejero durante la VI Legislatura (2003-2007). Ha sido portavoz del Partido Popular de la Región de Murcia hasta el año 2012, donde por motivos personales abandonó su cargo en el Congreso Regional del PP murciano, ocupando el de miembro del Comité Ejecutivo y de la Junta Directiva. Fue portavoz, junto a Juan Carlos Ruiz López, del Grupo Popular en la Asamblea Regional.

## Reconocimientos y premios
José Antonio Ruiz Vivo ha sido festejo Honoris Causa de las fiestas de Carthagineses y Romanos de Cartagena. Fue caballista de honor y Premio Todmir en Caravaca de la Cruz. Otro de sus reconocimientos fue ser Gran Maestre de la Cuerva en el Carnaval de Águilas. Fue Embajador Cristiano en las Fiestas del Escudo de Cieza. 
Recibió el Premio Raspa de la Sardina en las Fiestas de Primavera de Murcia, además del Premio Virgen de las Maravillas de la colonia murciana en Mataró.[cita requerida]
Ha sido pregonero de la Semana de la Huerta y el Mar (2012), de las fiestas patronales de Villanueva del Río Segura (2011), donde fue maestro en el Colegio Virgen de la Asunción en los años 1980, pregonero en el Festival del Folklore del Mediterráneo, en la fiesta de Moros y cristianos de Murcia, en los carnavales de Cartagena y Cabezo de Torres, en las fiestas patronales de Archena, Blanca, Ricote, Patiño, y pregonero en las Semanas Santas de Resurrección (Murcia), Cartagena (californios), Alhama de Murcia y Blanca.[cita requerida]

## Vida personal
Está casado y tiene tres hijos.